# 梁羽生筆下武功列表
此列出梁羽生筆下武俠小說之武功，武功虛實相間，有跡可尋，是梁羽生武功的特徵。

## 跨作品武功
玄功要訣
出自《萍蹤俠影錄》，《散花女俠》，《聯劍風雲錄》，《武林三絕》、《廣陵劍》和《牧野流星》。號稱「天下第一」的武學奇書《玄功要訣》，在梁書中是最上乘的內功心法，相傳是元末奇人彭瑩玉所創。他把修練上乘內功的道理，解釋得清清楚楚，亦即是修習上乘內功「心法」了。使人觀看後就可以一理通，百理融，許多武學上的疑難，都能迎刃而解。「玄功要訣」講的都是武學基本原理，雖然只是十數頁的薄薄的一本書，已是包羅萬象。學會《玄功要訣》中的內功心法後再學別派的武功都可以事半功倍，容易得多。

### 天山派
天山劍法
由霍天都所創，採集各家之長共有三百六十一手，其中有攻有守，亦有攻守兼備的，博大精深。
天山掌法
天山神芒
暗器、一種只生長在天山形如短箭的芒刺，堅如金鐵、鋒頭鋭利，刺人很痛，可當做暗器使，非金非鐵，威力強大，可回收利用。
追風劍法
大須彌劍法
天山派第一代正式掌門凌未風所創，是天山派最深奧的劍法，是劍學中至高無上的境界。取自「須彌芥子」之説，劍法能夠在極小空間內發揮極大威力，縱斗室之中亦收放自如，是「能以芥子之地藏須彌之威」也。攻守兼備，凡是練成這套劍法後，即使自己的武功不如對方，也能用此劍法來防禦，而不會馬上落敗。
大須彌掌法
乃是天山派祖師凌未風所創，金逐流的父親金世遺三十年前從天山派掌門唐曉瀾那裏學來，又再加以增益，變化的奧妙精奇，在天下各派掌法之中堪稱第一。

### 邙山派
玄女劍法
邙山派始祖「獨臂神尼」晚年所創劍法，為了對付叛徒了因而傳給小徒弟呂四娘。
玄女掌法

少陽玄功
呂四娘晚年所創，可以抵御「修羅陰煞功」的陰毒之氣。
一百零八路「伏魔杖法」
獨臂神尼所創，經過了因和尚精研加以增益，一百零八路每一杖打下都有千鈞之力，而且杖頭杖尾都可用以打穴其中還夾有刀劍的路數，至剛至猛最損耗內家真氣分為三段每一段三十六招一段比一段厲害。

### 青城派
天羅步法
始創於青城派，與派中的「天罡掌」和「天循劍」齊名。從奇門八卦之術演變來的，看似簡單，方位的變化卻極之複雜。金世遺曾採用了青城派的天羅步法，揉雜了喬北溟秘笈上的武功，精益求精加以改進，比原來的天羅步法更為精妙。

### 其他
天遁傳音
說出的聲音只讓一個人聽見，旁邊的人，內功若不是在說話那人之上，便毫無所覺。

## 萍蹤俠影錄
萬流朝海元元劍法、百變陰陽玄機劍法
雙劍合璧的劍術，由號稱天下第一劍客的玄機逸士所創，分為兩套，分別名為「萬流朝海元元劍法」和「百變陰陽玄陽劍法」，因此將它分別授給弟子謝天華、葉盈盈。後謝天華、葉盈盈又分別傳授弟子張丹楓和雲蕾，張丹楓聰明絕頂，又得了《玄功要訣》，和雲蕾婚後，潛心苦研，鑽悟出一人便可使「雙劍合壁」的絕學，融為一套完整的「玄機劍法」，坐擁「天下第一劍客」之名。

## 雲海玉弓緣
天魔解體大法
邪派中一種與敵偕亡的功夫，可激發人體潛能，使人功力大增，「大法」用到盡時，自己的全身經脈全部震斷，而敵人受這臨死的一擊，也是無法倖免。